# Эрскин, Уолтер, 11-й граф Мар
Уолтер Генри Эрскин, 11-й граф Мар, 13-й Келли (англ. Walter Henry Erskine, 11th Earl of Mar and 13th Earl of Kellie; 17 декабря 1839 — 16 сентября 1888) — шотландский пэр.

## Биография
Родился 17 декабря 1839 года. Старший сын Уолтера Конингсби Эрскина, 10-го графа Мара и 12-го графа Келли (1810—1872) и Элизы Янгсон (? — 1895). Он получил образование в колледже Рэдли (Абингдон, Оксфордшир) и Брасенос-колледже Оксфордского университета.
15 января 1872 года после смерти своего отца Уолтер Эрскин унаследовал титулы 11-го графа Мара, 13-го барона Эрскина из Дирлетоуна, 13-го виконта Фентоуна, 13-го графа Келли, 13-го виконта Фентоуна и 13-го лорда Дирлетоуна (все титулы в Пэрстве Шотландии).
Его отец Конингсби Эрскин претендовал на наследование графства Мар, которое оставалось нерешенным после его смерти, но это требование было признано в 1875 году, сделав Уолтера Генри также графом Мара. Однако это было изменено в 1885 году специальным Актом парламента, ограничившим требование 7-й креацией титула, оставив Уолтера 11-м графом Мар одновременно с Джоном Гудивом-Эрскином, который был 27-м графом Мар в его первой креации. После этого в любой момент времени было два графа Мара.
Шотландский пэр-представитель в Палате лордов в 1876—1888 годах.

## Личная жизнь
14 октября 1853 года Уолтер Эрскин женился на Мэри Энн Форбс (1838 — 22 мая 1927), дочери Уильяма Форбса и Мэри Энн Хоублон. У супругов было девять детей.
- Уолтер Джон Фрэнсис Эрскин, 12-й граф Мар, 14-й граф Келли (29 августа 1865 — 3 июня 1955)[1], старший сын и преемник отца.
- Леди Элин Мэри Эрскин (1866 — 4 октября 1891)[1]
- Леди Констанс Элиз Эрскин (1869 — 22 февраля 1959)[1]
- Достопочтенный сэр Уильям Аугустус Форбс Эрскин (30 октября 1871 — 17 июля 1952)[1]
- Леди Мэри Эрскин (1872—1873)
- Леди Луиза Фрэнсис Эрскин (1875 — 15 декабря 1965)[1]
- Леди Фрэнсис Элизабет Эрскин (1877 — 22 января 1967)[1]
- Леди Элис Мод Мэри Эрскин (1878 24 мая 1967)[1]
- Достопочтенный Александр Пенроуз Форбс Эрскин (13 августа 1881 — 20 июня 1925)[1].